# Sinking Spring (Ohio)
Pour les articles homonymes, voir Sinking Spring.
Sinking Spring est un village américain situé dans le comté de Highland, dans l'Ohio. Selon le recensement de 2010, sa population est de 133 habitants.